# Heures de Bonaparte Ghislieri
Les Heures de Bonaparte Ghislieri sont un livre d'heures enluminé vers 1500 par plusieurs enlumineurs de la Renaissance italienne dont Le Pérugin. Il a été exécuté pour Bonaparte Ghislieri, un sénateur de la ville de Bologne. Il est actuellement conservé à la British Library (YT 29)

## Historique
Le manuscrit a été commandé au tout début du XVIe siècle par la famille Ghislieri, une famille patricienne de Bologne. Leurs armes apparaissent aux folios 16 et 74v. Au folio 16, apparaissent les initiales « BP GI » qui renvoient à Bonaparte Ghislieri. Une prière au folio 124v indique que le livre a été rédigé au cours du pontificat d'Alexandre VI qui s'achève en 1503, ce qui donne une date de fin pour la commande de l'ouvrage. Le folio 7 comporte le portrait d'un homme d'âge mûr, or à cette date, Bonaparte est encore jeune. Il pourrait s'agir de son père, Virgilio, alors sénateur de la ville, et ce manuscrit pourrait constituer un cadeau à l'attention de son fils,.
On retrouve la trace du manuscrit au début du XIXe siècle : il appartient alors aux descendants du cardinal Giuseppe Albani. En 1838 à Rome, ils le cèdent au collectionneur écossais James Dennistoun (en). Celui-ci le revend à un autre collectionneur britannique du nom de Bertram, 5e comte d'Ashburnham. Il est cédé à nouveau au collectionneur Henry Yates Thompson. À la mort de sa femme en 1941, celle-ci fait don de 52 manuscrits enluminés dont les Heures Ghislieri au British Museum, constituant l'un des fonds clos de l'actuelle British Library.

## Description
Le manuscrit contient la liturgie des heures à l'usage de Rome. Le texte est écrit en écriture humaniste par le copiste Pierantonio Sallando. Il est décoré de 7 grandes lettrines historiées et de 12 médaillons historiées en bas de chacune des pages du calendrier. Il contient par ailleurs 4 miniatures en pleine page et une cinquième qui a été détachée du volume (f.132). On compte par ailleurs 15 autres lettrines historiées et des décorations de marge.
Plusieurs artistes sont distingués parmi les auteurs des décorations, : 
- Amico Aspertini est l'auteur de l'Adoration des bergers (f.15v), sur laquelle il a apposé sa signature
- Le Pérugin est l'auteur du Martyre de saint Sébastien (f.132), qu'il a lui aussi signée et qui est aujourd'hui détachée du volume[3]. Il s'agit de la seule miniature attestée du maître ombrien.
- Matteo da Milano s'est vu attribuer l'Annonciation (f.15r)
- Francesco Francia s'est vu attribuer le Saint Jérôme (f.127v)
- Lorenzo Costa s'est vu attribuer le David jouant du psaltérion (f.104v)
- Matteo da Milano serait l'auteur des médaillons du calendrier ainsi que des lettrines historiées.

La grande variété de peintre ayant contribué au livre et le fait que ces derniers sont plutôt spécialistes de la peinture de grand format a fait dire que ce livre aurait été conçu comme un recueil de peintures, tels que les studioli constitués par les grandes mécènes de l'époque.

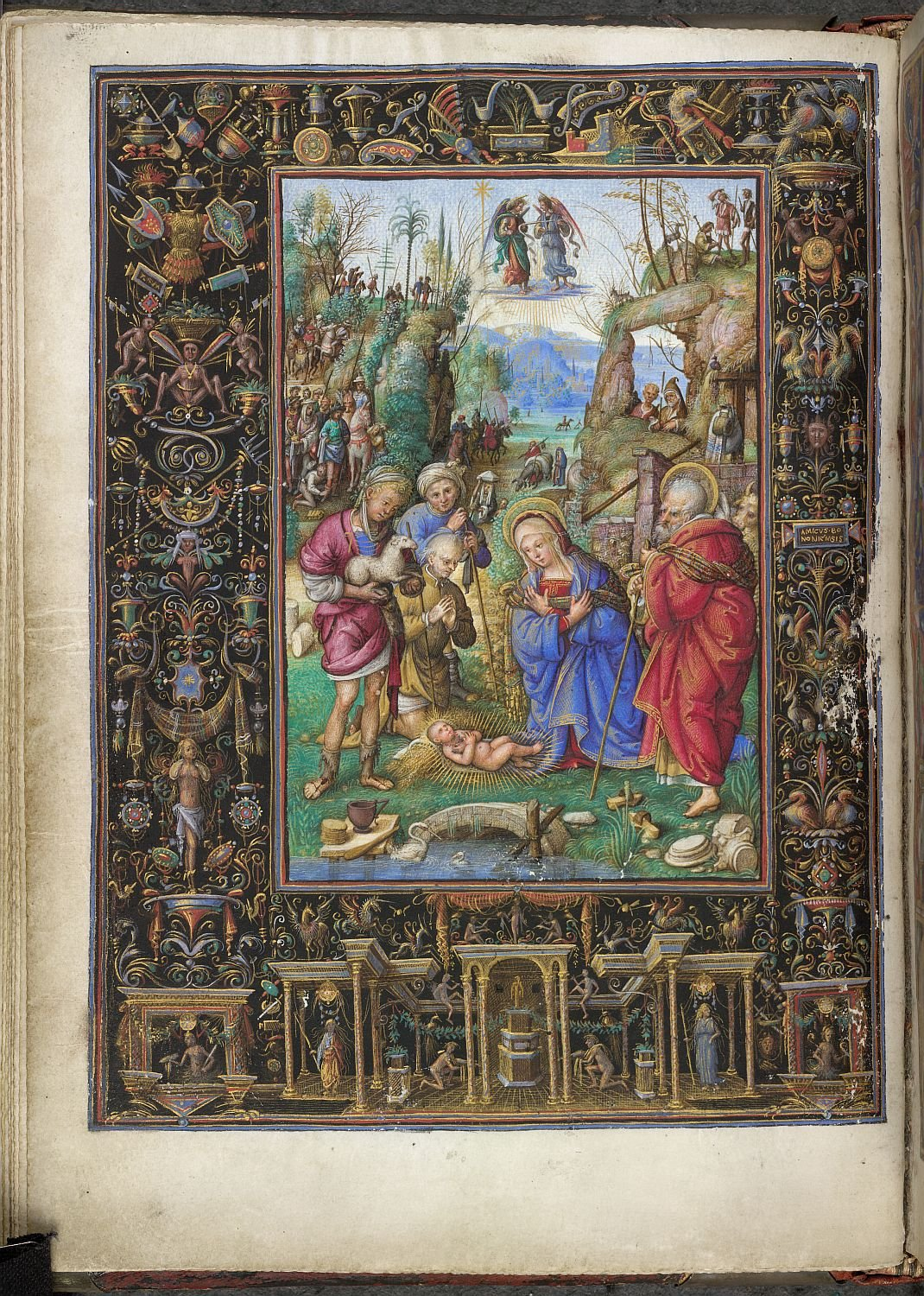
L'Adoration des bergers, f.15v.
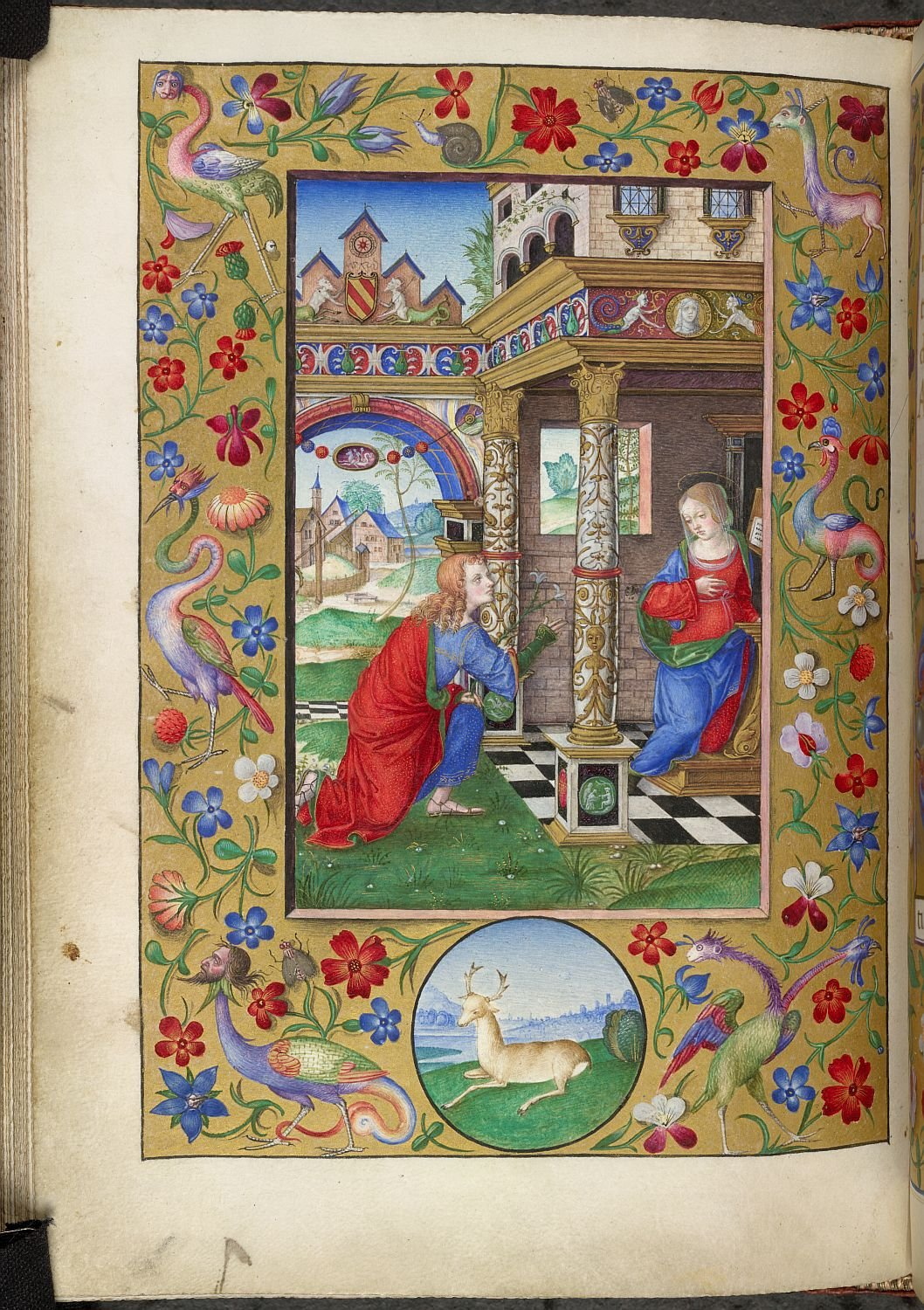
L'Annonciation, f.74v.
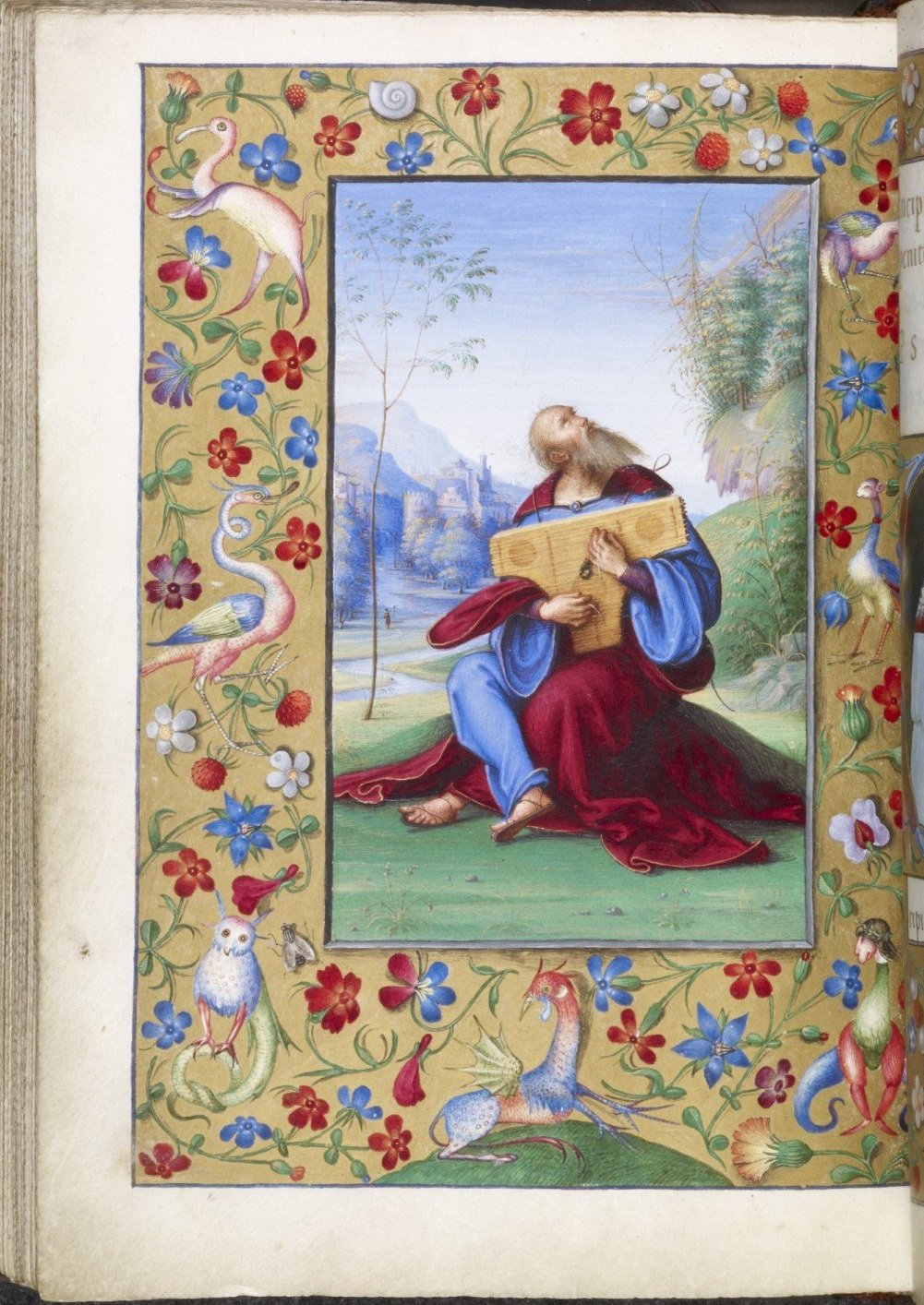
David, f.104v.
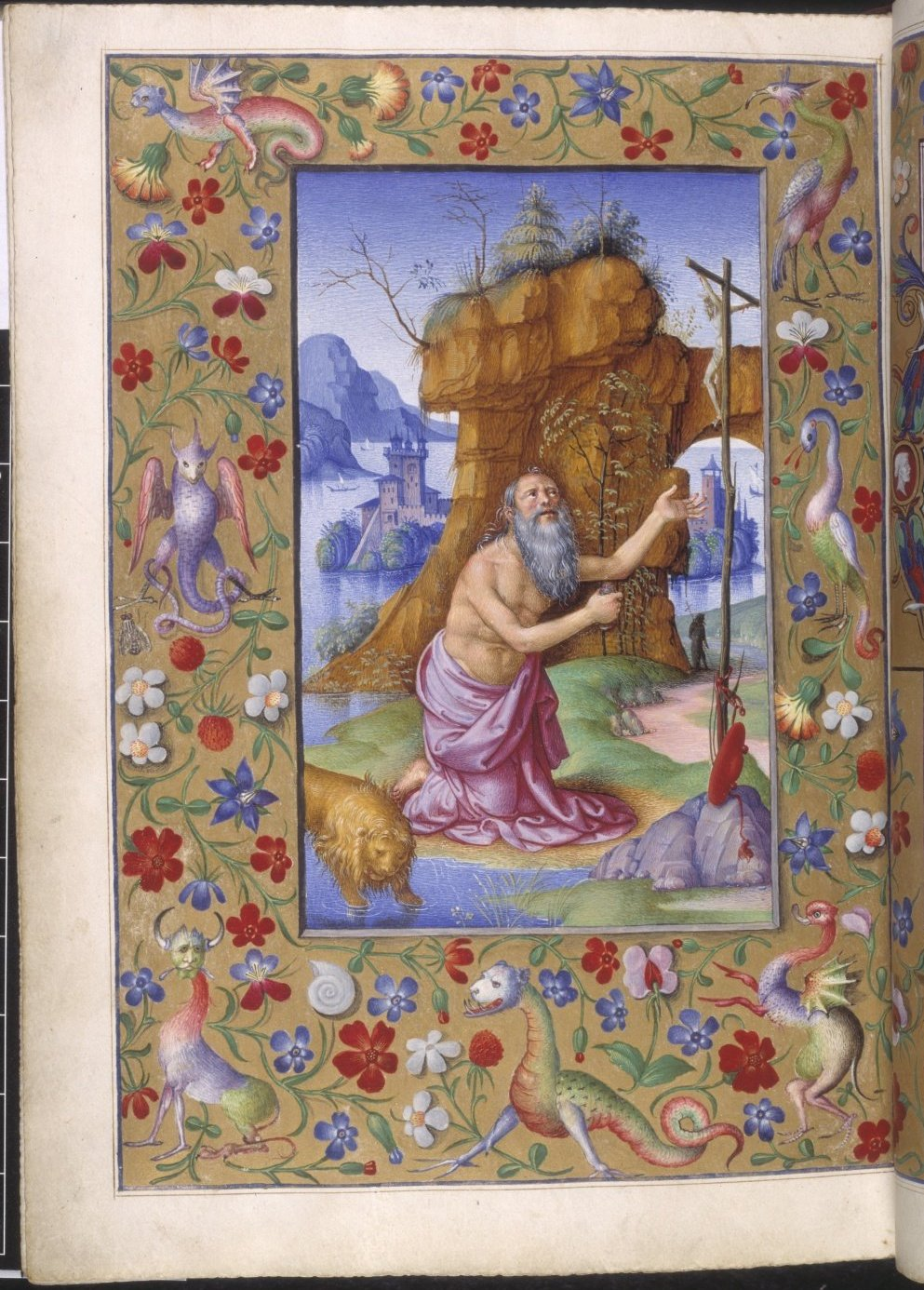
Saint Jérome, f.127v.